# John Rabe – Ctihodný občan Třetí Říše
John Rabe – Ctihodný občan Třetí Říše je německo-čínsko-francouzské filmové drama z roku 2009, které natočil režisér Florian Gallenberger podle vlastního scénáře. Vychází z deníků německého podnikatele Johna Rabeho, který ukryl více než 200 tisíc lidí v tzv. Nankingské bezpečné zóně (1937–1938). Rabeho ve filmu hrál Ulrich Tukur, v dalších rolích se představili například Steve Buscemi a Daniel Brühl. Autorkou hudby k filmu je Annette Focks.